# Carbetamid
Carbetamid ist eine chemische Verbindung aus der Gruppe der Carbamate. Die Verbindung wurde 1966 von Rhône-Poulenc als Herbizid eingeführt.

## Gewinnung und Darstellung
Carbetamid kann durch Kondensation von Phenylisocyanat mit N-Ethyllactamid dargestellt werden.

## Verwendung
Carbetamid ist ein selektives Herbizid, welches zur Kontrolle von Unkräutern im Klee-, Raps-, Sonnenblumen- und Gemüseanbau eingesetzt wird. In der Schweiz waren carbetamidhaltige Pflanzenschutzmittel beim Anbau von Chicorée zugelassen. Die Zulassung eines weiteren Präparats, das beim Anbau von Erbsen und Raps verwendet wurde, ist zurückgezogen worden. 

## Zulassung
In der Europäischen Union wurde Carbetamid 1. Juni 2011 als Wirkstoff in Pflanzenschutzmitteln zugelassen. In Deutschland und Österreich gab es zugelassene Carbetamid-haltige Pflanzenschutzmittel, nicht aber in der Schweiz. Die Zulassung lief am 31. Mai 2021 aus und wurde nicht erneuert.